# Stenopsyche trilobata
Stenopsyche trilobata är en nattsländeart som beskrevs av Tian och Weaver in Tian 1988. Stenopsyche trilobata ingår i släktet Stenopsyche och familjen Stenopsychidae. Inga underarter finns listade i Catalogue of Life.